# Estadio Romano José Fouto
El Estadio Romano José Fouto es un estadio de fútbol de propiedad municipal ubicado en la ciudad española de Mérida, con capacidad para 14 537 espectadores, todos sentados. Fue inaugurado el 24 de mayo de 1953 y reconstruido en su totalidad en 1995, con motivo del ascenso del Club Polideportivo Mérida a Primera División. En septiembre de 1997 fue bautizado como Estadio Romano José Fouto, en homenaje a José Fouto Carvajal, presidente que llevó al Club Polideportivo Mérida de Tercera a Primera División. Tras la desaparición de este equipo, a finales del año 2000, recuperó su nombre original. En 2020 volvió a recuperar el nombre antiguo (Estadio Romano José Fouto).

## Historia
Fue reinaugurado con un partido oficial entre el CP Mérida y el Real Betis en la primera jornada de la Primera División de España 1995/96. Antiguamente en este solar se encontraba el Estadio Municipal de Mérida, inaugurado el 24 de mayo de 1953, que contaba con pista de atletismo y una capacidad para 8000 espectadores. La Junta de Extremadura fue quien llevó a cabo la remodelación, construyendo unos nuevos fondos y remodelando ambas tribunas, eliminando la pista de atletismo y mejorando los accesos, iluminación, sonido, césped natural, seguridad, dotando de cubiertas a las dos tribunas y adoptando la actual denominación. 

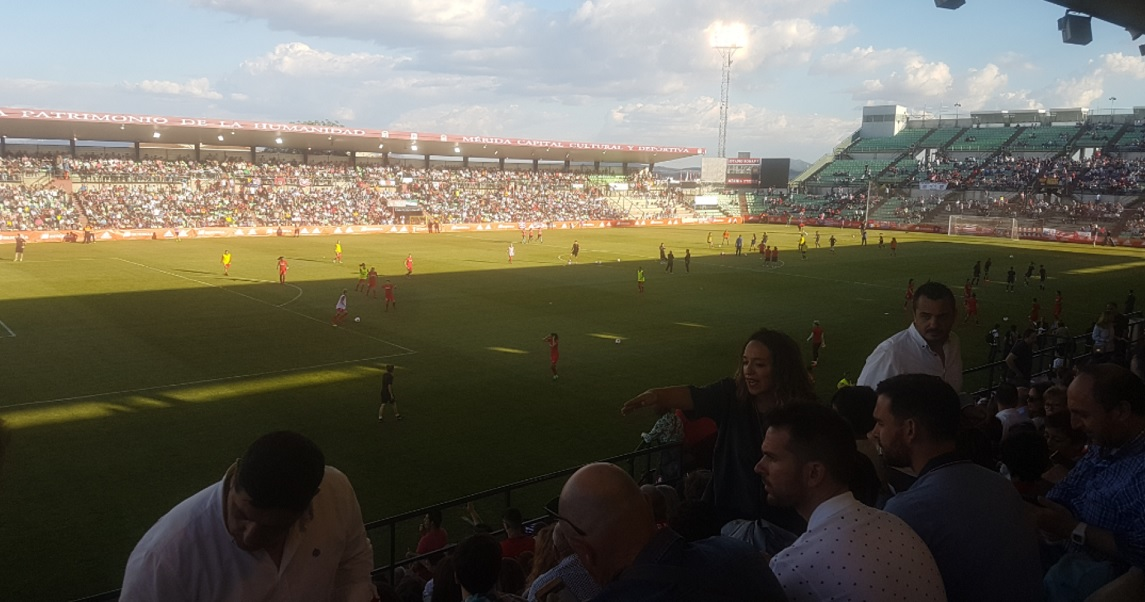
Final de la Copa de la Reina 2018

El estadio acoge los partidos como local del AD Mérida, el conjunto local más destacado. Anteriormente acogió los partidos como local del CP Mérida y del Mérida UD, en los que pasó por la Copa del Rey, Primera División, Segunda División, Segunda División B y Tercera División de España.
El recinto acogió un partido internacional valedero para la Clasificación para el Mundial 2010 entre España y Estonia, disputado el 9 de septiembre de 2009 con resultado de España 3-0 Estonia y que le sirvió a España para conseguir la clasificación.
Anteriormente fue sede de un partido clasificatorio para el Campeonato de Europa sub-21 de 1990 entre las selecciones de España y Chipre, disputado el 31 de mayo de 1989 y de otro clasificatorio para el Campeonato de Europa sub-21 de 1992 entre las selecciones de España y Checoslovaquia, disputado el 12 de noviembre de 1991. Estaba propuesto como subsede de fútbol en la candidatura olímpica de Madrid 2016.
En el año 2018 acogió la final de la Copa de la Reina entre el FC Barcelona Femenino y el Atlético de Madrid Femenino.
La cuarta edición de la Supercopa de España Femenina se disputó en este estadio proclamándose como campeón el FC Barcelona el 22 de enero de 2023 frente a la Real Sociedad.

## Capacidad

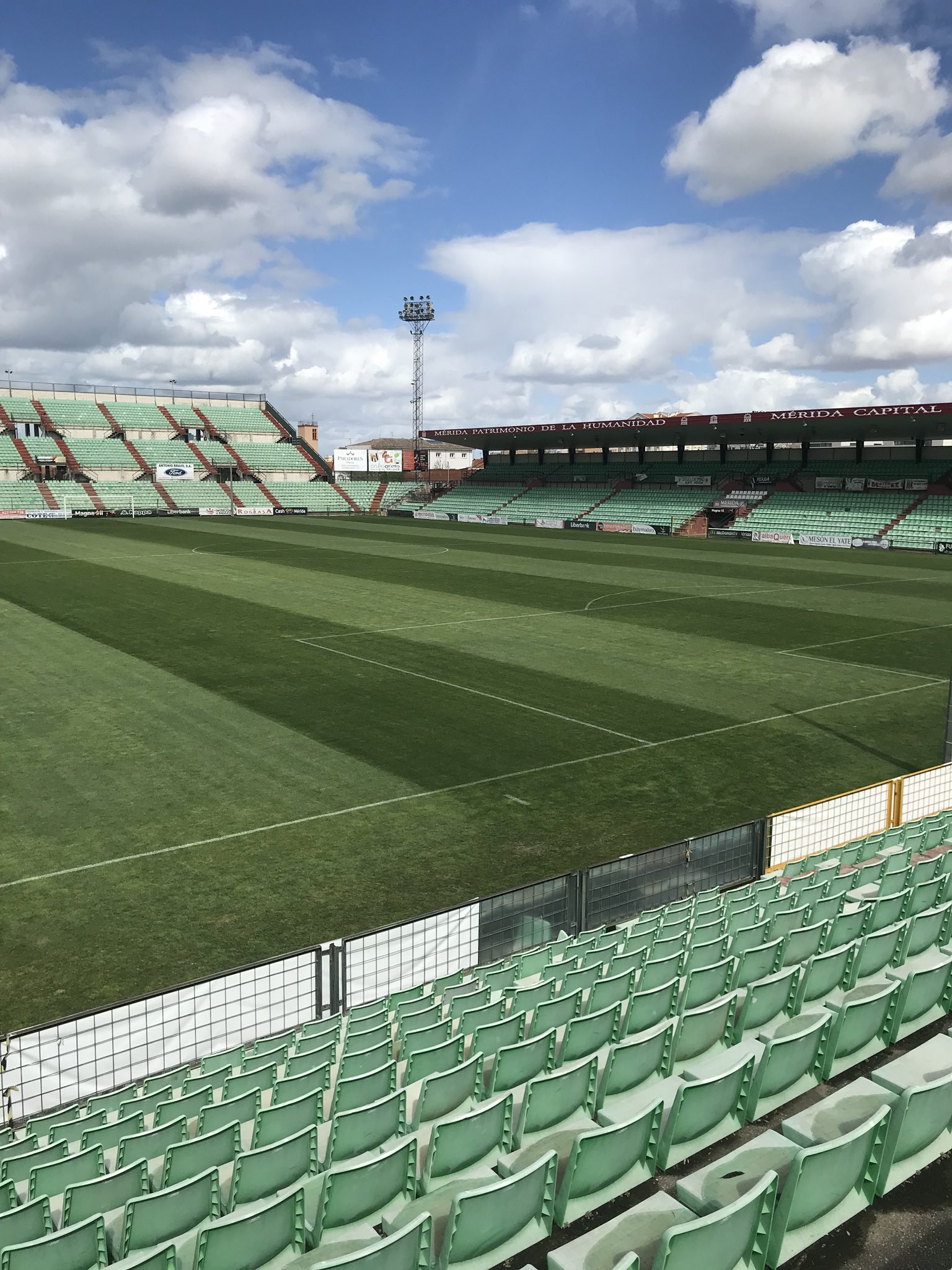
Vista de la preferencia del estadio desde fondo sur

La planificación original del estadio, tras la reconstrucción en el verano de 1995 establecía una capacidad total de 14 710 espectadores, todos ellos sentados.
En el partido correspondiente a la jornada 20 de La Liga 1995/1996, en la primera visita oficial del Real Madrid, se llegó a la friolera de 18 000 espectadores, récord de asistencia en la región que a día de hoy sigue imbatido. Dado que no estaban instalados los asientos en todo el estadio los espectadores pudieron ver el partido de pie, una vez se instalaron todos los asientos la capacidad total del estadio se situó en 14 710 asientos.
Tras las labores de adecuación realizadas por la visita de la selección española de fútbol el 9 de septiembre de 2009, se reformó el palco de autoridades para dotarlo de mayor capacidad. Finalmente, la capacidad del estadio hoy en día es de 14 537 espectadores, distribuidos de la siguiente forma: 112 en palco de autoridades, 105 en palcos VIP, 2890 en tribuna, 3074 en preferencia, 4335 en fondo norte y 4164 en fondo sur.

## Partidos internacionales

### Selección española de fútbol
| 9 de septiembre de 2009    | España                                            | 3-0 (1-0) | Estonia | Estadio Romano, Mérida                                             |                                                                    |
|                            | Cesc Fábregas 32' Santi Cazorla 82' Juan Mata 90' |           |         | Asistencia: 14.362 espectadores Árbitro(s): Oleg Orekhov (Ucrania) | Asistencia: 14.362 espectadores Árbitro(s): Oleg Orekhov (Ucrania) |
| Clasificación Mundial 2010 |                                                   |           |         |                                                                    |                                                                    |

### Selección española sub-21
| 31 de mayo de 1989   | España | 1-0 | Chipre | Estadio Romano, Mérida                                                 |  |
|                      |        |     |        | Asistencia: 8.000 espectadores Árbitro(s): no disponible (desconocida) |  |
| Eurocopa Sub-21 1990 |        |     |        |                                                                        |  |

| 12 de noviembre de 1991 | España | 1-1 | Checoslovaquia | Estadio Romano, Mérida                                             |  |
|                         |        |     |                | Asistencia: 8.000 espectadores Árbitro(s): Michel Piraux (Bélgica) |  |
| Eurocopa Sub-21 1992    |        |     |                |                                                                    |  |

## Finales

### Copa de la Reina de Fútbol 2018
| 13    | POR   | Sandra Paños      |      |
| 12    | DEF   | Patri Guijarro    |      |
| 5     | DEF   | Melanie Serrano   | 114' |
| 14    | DEF   | Mapi León         |      |
| 7     | DEF   | Gemma Gili        | 76'  |
| 11    | MED   | Alexia Putellas   | 71'  |
| 6     | MED   | Vicky Losada      |      |
| 20    | MED   | Élise Bussaglia   |      |
| 9     | DEL   | Mariona Caldentey |      |
| 22    | DEL   | Lieke Martens     |      |
| 16    | DEL   | Toni Duggan       | 63'  |
| D. T. | D. T. | Fran Sánchez      |      |

| 1     | POR   | Lola Gallardo    |      |
| 2     | DEF   | Kenti Robles     | 118' |
| 4     | DEF   | Andrea Pereira   |      |
| 11    | DEF   | Carmen Menayo    |      |
| 14    | DEF   | Marta Corredera  |      |
| 10    | MED   | Amanda Sampedro  |      |
| 6     | MED   | Aurélie Kaci     |      |
| 15    | MED   | Silvia Meseguer  |      |
| 7     | MED   | Ángela Sosa      |      |
| 8     | DEL   | Sonia Bermúdez   | 114' |
| 3     | DEL   | Ludmila da Silva | 99'  |
| D. T. | D. T. | Ángel Villacampa |      |

| 17 | DEL | Andressa Alves  | 63'  |
| 24 | MED | Aitana Bonmatí  | 71'  |
| 4  | DEF | Marta Unzué     | 76'  |
| 21 | DEL | Nataša Andonova | 114' |

| 21 | MED | Andrea Falcón   | 99'  |
| 9  | DEL | Esther González | 114' |
| 16 | DEF | Jucinara Soares | 118' |

| 120+2' | Mariona Caldentey | 1:0 |

| 83' | Andressa Alves |

| Principal  | Marta Huerta de Aza |
| Asistentes | Rocío Puente        |
|            | Sílvia Fernández    |
| Cuarto     | Melissa López       |

| 13    | POR   | Sandra Paños      |      |
| 12    | DEF   | Patri Guijarro    |      |
| 5     | DEF   | Melanie Serrano   | 114' |
| 14    | DEF   | Mapi León         |      |
| 7     | DEF   | Gemma Gili        | 76'  |
| 11    | MED   | Alexia Putellas   | 71'  |
| 6     | MED   | Vicky Losada      |      |
| 20    | MED   | Élise Bussaglia   |      |
| 9     | DEL   | Mariona Caldentey |      |
| 22    | DEL   | Lieke Martens     |      |
| 16    | DEL   | Toni Duggan       | 63'  |
| D. T. | D. T. | Fran Sánchez      |      |

| 1     | POR   | Lola Gallardo    |      |
| 2     | DEF   | Kenti Robles     | 118' |
| 4     | DEF   | Andrea Pereira   |      |
| 11    | DEF   | Carmen Menayo    |      |
| 14    | DEF   | Marta Corredera  |      |
| 10    | MED   | Amanda Sampedro  |      |
| 6     | MED   | Aurélie Kaci     |      |
| 15    | MED   | Silvia Meseguer  |      |
| 7     | MED   | Ángela Sosa      |      |
| 8     | DEL   | Sonia Bermúdez   | 114' |
| 3     | DEL   | Ludmila da Silva | 99'  |
| D. T. | D. T. | Ángel Villacampa |      |

| 17 | DEL | Andressa Alves  | 63'  |
| 24 | MED | Aitana Bonmatí  | 71'  |
| 4  | DEF | Marta Unzué     | 76'  |
| 21 | DEL | Nataša Andonova | 114' |

| 21 | MED | Andrea Falcón   | 99'  |
| 9  | DEL | Esther González | 114' |
| 16 | DEF | Jucinara Soares | 118' |

| 120+2' | Mariona Caldentey | 1:0 |

| 83' | Andressa Alves |

| Principal  | Marta Huerta de Aza |
| Asistentes | Rocío Puente        |
|            | Sílvia Fernández    |
| Cuarto     | Melissa López       |

| 13    | POR   | Sandra Paños      |      |
| 12    | DEF   | Patri Guijarro    |      |
| 5     | DEF   | Melanie Serrano   | 114' |
| 14    | DEF   | Mapi León         |      |
| 7     | DEF   | Gemma Gili        | 76'  |
| 11    | MED   | Alexia Putellas   | 71'  |
| 6     | MED   | Vicky Losada      |      |
| 20    | MED   | Élise Bussaglia   |      |
| 9     | DEL   | Mariona Caldentey |      |
| 22    | DEL   | Lieke Martens     |      |
| 16    | DEL   | Toni Duggan       | 63'  |
| D. T. | D. T. | Fran Sánchez      |      |

| 1     | POR   | Lola Gallardo    |      |
| 2     | DEF   | Kenti Robles     | 118' |
| 4     | DEF   | Andrea Pereira   |      |
| 11    | DEF   | Carmen Menayo    |      |
| 14    | DEF   | Marta Corredera  |      |
| 10    | MED   | Amanda Sampedro  |      |
| 6     | MED   | Aurélie Kaci     |      |
| 15    | MED   | Silvia Meseguer  |      |
| 7     | MED   | Ángela Sosa      |      |
| 8     | DEL   | Sonia Bermúdez   | 114' |
| 3     | DEL   | Ludmila da Silva | 99'  |
| D. T. | D. T. | Ángel Villacampa |      |

| 17 | DEL | Andressa Alves  | 63'  |
| 24 | MED | Aitana Bonmatí  | 71'  |
| 4  | DEF | Marta Unzué     | 76'  |
| 21 | DEL | Nataša Andonova | 114' |

| 21 | MED | Andrea Falcón   | 99'  |
| 9  | DEL | Esther González | 114' |
| 16 | DEF | Jucinara Soares | 118' |

| 120+2' | Mariona Caldentey | 1:0 |

| 83' | Andressa Alves |

| Principal  | Marta Huerta de Aza |
| Asistentes | Rocío Puente        |
|            | Sílvia Fernández    |
| Cuarto     | Melissa López       |

| 13    | POR   | Sandra Paños      |      |
| 12    | DEF   | Patri Guijarro    |      |
| 5     | DEF   | Melanie Serrano   | 114' |
| 14    | DEF   | Mapi León         |      |
| 7     | DEF   | Gemma Gili        | 76'  |
| 11    | MED   | Alexia Putellas   | 71'  |
| 6     | MED   | Vicky Losada      |      |
| 20    | MED   | Élise Bussaglia   |      |
| 9     | DEL   | Mariona Caldentey |      |
| 22    | DEL   | Lieke Martens     |      |
| 16    | DEL   | Toni Duggan       | 63'  |
| D. T. | D. T. | Fran Sánchez      |      |

| 1     | POR   | Lola Gallardo    |      |
| 2     | DEF   | Kenti Robles     | 118' |
| 4     | DEF   | Andrea Pereira   |      |
| 11    | DEF   | Carmen Menayo    |      |
| 14    | DEF   | Marta Corredera  |      |
| 10    | MED   | Amanda Sampedro  |      |
| 6     | MED   | Aurélie Kaci     |      |
| 15    | MED   | Silvia Meseguer  |      |
| 7     | MED   | Ángela Sosa      |      |
| 8     | DEL   | Sonia Bermúdez   | 114' |
| 3     | DEL   | Ludmila da Silva | 99'  |
| D. T. | D. T. | Ángel Villacampa |      |

| 17 | DEL | Andressa Alves  | 63'  |
| 24 | MED | Aitana Bonmatí  | 71'  |
| 4  | DEF | Marta Unzué     | 76'  |
| 21 | DEL | Nataša Andonova | 114' |

| 21 | MED | Andrea Falcón   | 99'  |
| 9  | DEL | Esther González | 114' |
| 16 | DEF | Jucinara Soares | 118' |

| 120+2' | Mariona Caldentey | 1:0 |

| 83' | Andressa Alves |

| Principal  | Marta Huerta de Aza |
| Asistentes | Rocío Puente        |
|            | Sílvia Fernández    |
| Cuarto     | Melissa López       |

| Bandera de Cataluña                |
| Campeón F. C. Barcelona 6.º título |

### Supercopa de España femenina 2023
| 13    | POR   | Elene Lete             |     |
| 12    | DEF   | Jade Le Guilly         |     |
| 3     | DEF   | Ana Tejada             |     |
| 22    | DEF   | Manuela Vanegas        |     |
| 23    | DEF   | Alejandra Bernabé      |     |
| 10    | MED   | Nerea Eizagirre        |     |
| 8     | MED   | Iris Arnaiz            |     |
| 21    | MED   | Gemma Gili             |     |
| 16    | MED   | Gabriela García        | 68' |
| 20    | DEL   | Synne Jensen           | 58' |
| 7     | DEL   | Amaiur Sarriegi        | 68' |
| D. T. | D. T. | Natalia Arroyo Clavell |     |

| 1     | POR   | Sandra Paños      |     |
| 15    | DEF   | Lucy Bronze       |     |
| 8     | DEF   | Marta Torrejón    | 89' |
| 4     | DEF   | Mapi León         |     |
| 16    | DEF   | Fridolina Rolfö   |     |
| 14    | MED   | Aitana Bonmatí    |     |
| 21    | MED   | Keira Walsh       | 68' |
| 12    | MED   | Patri Guijarro    |     |
| 17    | DEL   | Salma Paralluelo  | 61' |
| 18    | DEL   | Geyse Ferreira    | 61' |
| 9     | DEL   | Mariona Caldentey | 89' |
| D. T. | D. T. | Jonatan Giráldez  |     |

| 9  | DEL | Sanni Franssi   | 58' |
| 18 | DEL | Mirari Uria     | 68' |
| 19 | MED | Andreia Jacinto | 68' |

| 20 | DEL | Asisat Oshoala         | 61' |
| 7  | DEF | Ana-Maria Crnogorčević | 61' |
| 6  | DEL | Claudia Pina           | 68' |
| 30 | DEL | Vicky López            | 89' |
| 3  | DEF | Laia Codina            | 89' |

| 13' · 47' · 90+7' | Aitana Bonmatí Asisat Oshoala | 0:1 0:2 0:3 |

| 41' | Salma Paralluelo |

| Principal  | Frías Acedo       |
| Asistentes | Cabañero Mompó    |
|            | Peña Peña         |
| Cuarto     | González González |

|  |                    |     |     |
|  | Tiros              | 6   | 18  |
|  | Tiros a puerta     | 2   | 7   |
|  | Faltas             | 6   | 14  |
|  | Saques de esquina  | 1   | 6   |
|  | Fueras de juego    | 5   | 4   |
|  | Posesión del balón | 34% | 66% |

| 13    | POR   | Elene Lete             |     |
| 12    | DEF   | Jade Le Guilly         |     |
| 3     | DEF   | Ana Tejada             |     |
| 22    | DEF   | Manuela Vanegas        |     |
| 23    | DEF   | Alejandra Bernabé      |     |
| 10    | MED   | Nerea Eizagirre        |     |
| 8     | MED   | Iris Arnaiz            |     |
| 21    | MED   | Gemma Gili             |     |
| 16    | MED   | Gabriela García        | 68' |
| 20    | DEL   | Synne Jensen           | 58' |
| 7     | DEL   | Amaiur Sarriegi        | 68' |
| D. T. | D. T. | Natalia Arroyo Clavell |     |

| 1     | POR   | Sandra Paños      |     |
| 15    | DEF   | Lucy Bronze       |     |
| 8     | DEF   | Marta Torrejón    | 89' |
| 4     | DEF   | Mapi León         |     |
| 16    | DEF   | Fridolina Rolfö   |     |
| 14    | MED   | Aitana Bonmatí    |     |
| 21    | MED   | Keira Walsh       | 68' |
| 12    | MED   | Patri Guijarro    |     |
| 17    | DEL   | Salma Paralluelo  | 61' |
| 18    | DEL   | Geyse Ferreira    | 61' |
| 9     | DEL   | Mariona Caldentey | 89' |
| D. T. | D. T. | Jonatan Giráldez  |     |

| 9  | DEL | Sanni Franssi   | 58' |
| 18 | DEL | Mirari Uria     | 68' |
| 19 | MED | Andreia Jacinto | 68' |

| 20 | DEL | Asisat Oshoala         | 61' |
| 7  | DEF | Ana-Maria Crnogorčević | 61' |
| 6  | DEL | Claudia Pina           | 68' |
| 30 | DEL | Vicky López            | 89' |
| 3  | DEF | Laia Codina            | 89' |

| 13' · 47' · 90+7' | Aitana Bonmatí Asisat Oshoala | 0:1 0:2 0:3 |

| 41' | Salma Paralluelo |

| Principal  | Frías Acedo       |
| Asistentes | Cabañero Mompó    |
|            | Peña Peña         |
| Cuarto     | González González |

|  |                    |     |     |
|  | Tiros              | 6   | 18  |
|  | Tiros a puerta     | 2   | 7   |
|  | Faltas             | 6   | 14  |
|  | Saques de esquina  | 1   | 6   |
|  | Fueras de juego    | 5   | 4   |
|  | Posesión del balón | 34% | 66% |

| 13    | POR   | Elene Lete             |     |
| 12    | DEF   | Jade Le Guilly         |     |
| 3     | DEF   | Ana Tejada             |     |
| 22    | DEF   | Manuela Vanegas        |     |
| 23    | DEF   | Alejandra Bernabé      |     |
| 10    | MED   | Nerea Eizagirre        |     |
| 8     | MED   | Iris Arnaiz            |     |
| 21    | MED   | Gemma Gili             |     |
| 16    | MED   | Gabriela García        | 68' |
| 20    | DEL   | Synne Jensen           | 58' |
| 7     | DEL   | Amaiur Sarriegi        | 68' |
| D. T. | D. T. | Natalia Arroyo Clavell |     |

| 1     | POR   | Sandra Paños      |     |
| 15    | DEF   | Lucy Bronze       |     |
| 8     | DEF   | Marta Torrejón    | 89' |
| 4     | DEF   | Mapi León         |     |
| 16    | DEF   | Fridolina Rolfö   |     |
| 14    | MED   | Aitana Bonmatí    |     |
| 21    | MED   | Keira Walsh       | 68' |
| 12    | MED   | Patri Guijarro    |     |
| 17    | DEL   | Salma Paralluelo  | 61' |
| 18    | DEL   | Geyse Ferreira    | 61' |
| 9     | DEL   | Mariona Caldentey | 89' |
| D. T. | D. T. | Jonatan Giráldez  |     |

| 9  | DEL | Sanni Franssi   | 58' |
| 18 | DEL | Mirari Uria     | 68' |
| 19 | MED | Andreia Jacinto | 68' |

| 20 | DEL | Asisat Oshoala         | 61' |
| 7  | DEF | Ana-Maria Crnogorčević | 61' |
| 6  | DEL | Claudia Pina           | 68' |
| 30 | DEL | Vicky López            | 89' |
| 3  | DEF | Laia Codina            | 89' |

| 13' · 47' · 90+7' | Aitana Bonmatí Asisat Oshoala | 0:1 0:2 0:3 |

| 41' | Salma Paralluelo |

| Principal  | Frías Acedo       |
| Asistentes | Cabañero Mompó    |
|            | Peña Peña         |
| Cuarto     | González González |

|  |                    |     |     |
|  | Tiros              | 6   | 18  |
|  | Tiros a puerta     | 2   | 7   |
|  | Faltas             | 6   | 14  |
|  | Saques de esquina  | 1   | 6   |
|  | Fueras de juego    | 5   | 4   |
|  | Posesión del balón | 34% | 66% |

| 13    | POR   | Elene Lete             |     |
| 12    | DEF   | Jade Le Guilly         |     |
| 3     | DEF   | Ana Tejada             |     |
| 22    | DEF   | Manuela Vanegas        |     |
| 23    | DEF   | Alejandra Bernabé      |     |
| 10    | MED   | Nerea Eizagirre        |     |
| 8     | MED   | Iris Arnaiz            |     |
| 21    | MED   | Gemma Gili             |     |
| 16    | MED   | Gabriela García        | 68' |
| 20    | DEL   | Synne Jensen           | 58' |
| 7     | DEL   | Amaiur Sarriegi        | 68' |
| D. T. | D. T. | Natalia Arroyo Clavell |     |

| 1     | POR   | Sandra Paños      |     |
| 15    | DEF   | Lucy Bronze       |     |
| 8     | DEF   | Marta Torrejón    | 89' |
| 4     | DEF   | Mapi León         |     |
| 16    | DEF   | Fridolina Rolfö   |     |
| 14    | MED   | Aitana Bonmatí    |     |
| 21    | MED   | Keira Walsh       | 68' |
| 12    | MED   | Patri Guijarro    |     |
| 17    | DEL   | Salma Paralluelo  | 61' |
| 18    | DEL   | Geyse Ferreira    | 61' |
| 9     | DEL   | Mariona Caldentey | 89' |
| D. T. | D. T. | Jonatan Giráldez  |     |

| 9  | DEL | Sanni Franssi   | 58' |
| 18 | DEL | Mirari Uria     | 68' |
| 19 | MED | Andreia Jacinto | 68' |

| 20 | DEL | Asisat Oshoala         | 61' |
| 7  | DEF | Ana-Maria Crnogorčević | 61' |
| 6  | DEL | Claudia Pina           | 68' |
| 30 | DEL | Vicky López            | 89' |
| 3  | DEF | Laia Codina            | 89' |

| 13' · 47' · 90+7' | Aitana Bonmatí Asisat Oshoala | 0:1 0:2 0:3 |

| 41' | Salma Paralluelo |

| Principal  | Frías Acedo       |
| Asistentes | Cabañero Mompó    |
|            | Peña Peña         |
| Cuarto     | González González |

|  |                    |     |     |
|  | Tiros              | 6   | 18  |
|  | Tiros a puerta     | 2   | 7   |
|  | Faltas             | 6   | 14  |
|  | Saques de esquina  | 1   | 6   |
|  | Fueras de juego    | 5   | 4   |
|  | Posesión del balón | 34% | 66% |

|                                     |
| Bandera de Cataluña                 |
| Campeón F. C. Barcelona 3.er título |